# Sylarna
Sylarna (suédois), Sylan (norvégien) ou Bealjehkh (same du Sud) est un massif de montagnes situé à la frontière entre la Norvège et la Suède. Il est situé à proximité du massif de Helagsfjället. Le point culminant du massif, Storsylen atteint 1 762 m d'altitude du côté norvégien et 1 743 m du côté suédois, constituant ainsi le point culminant du Jämtland. Il s'agit d'un site touristique important avec plusieurs sentiers de randonnée pédestre.

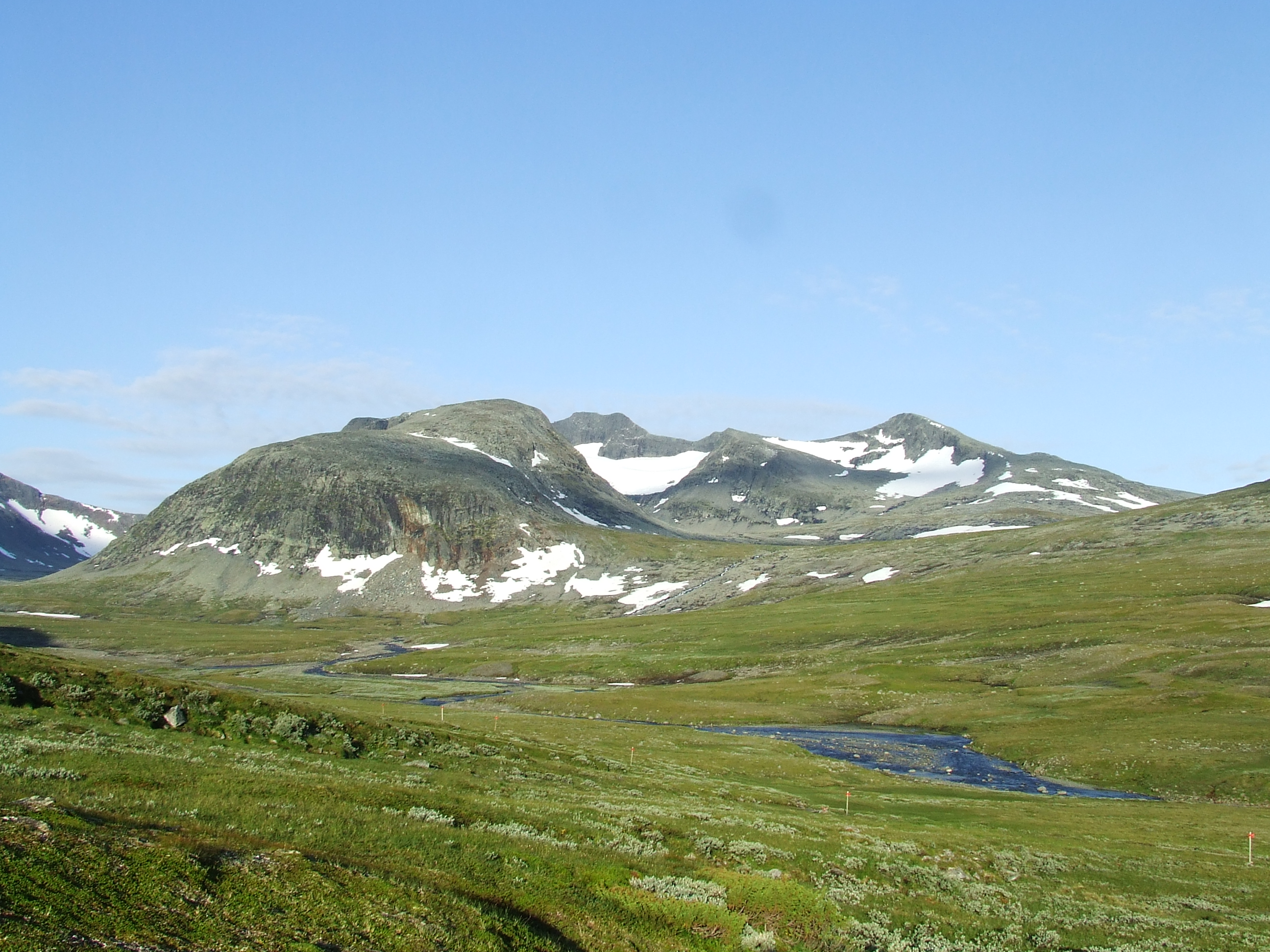
Vue d'une partie du massif.